# Heilig-Geist-Kirche (Bielefeld)

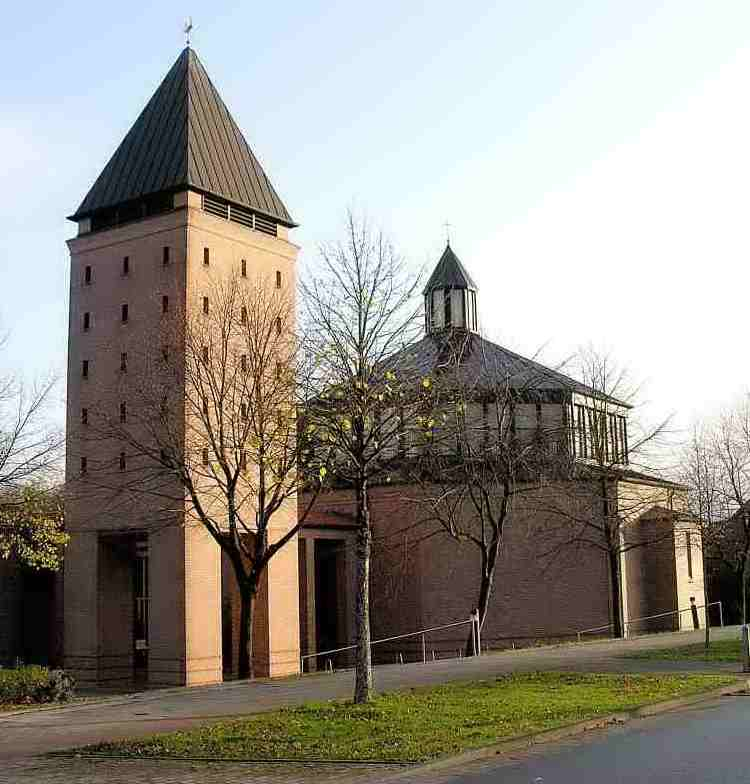
Heilig-Geist-Kirche in Bielefeld-Dornberg

Die Heilig-Geist-Kirche ist eine römisch-katholische Pfarrkirche in Bielefeld. Sie wurde Anfang der 1990er Jahre in Bielefeld-Dornberg als Nachfolgekirche der beiden für die wachsende Gemeinde zu klein gewordenen Kirchen Heilig Geist im Wellensiek und Heilige Familie, Uerentrup, erbaut. 

## Geschichte
Die Kirche Heilig Geist wurde 1990/91 nach Plänen des Münsteraner Architekten Professor Dieter Georg Baumewerd gebaut; er war auch an der Planung  der künstlerischen Ausgestaltung beteiligt. Die Bauausführung überwachte der Architekt Rainer Maria Kresing. Die künstlerische Ausgestaltung der Kirche (Altar, Ambo, Tabernakel, Altar- und Vortragekreuz, Taufbrunnen, Apostelkreuze, Ewiges Licht, Weihwasserschalen, Konsolen für Tabernakel und Pietà) erfolgte durch den Aachener Bildhauer  Thomas Torkler, dessen Idee es auch war, den Boden im Altarbereich und die Tabernakelkonsole im selben rötlichen Material wie den Taufstein auszuführen, in italienischem Verona-Rot-Marmor (durchsetzt mit weißem Arabescato-Marmor aus Carrara). Den Kreuzweg in Form bronzener Relieftafeln gestaltete der Düsseldorfer Bildhauer Bert Gerresheim. Die Weihe erfolgte am 15. September 1991 durch den damaligen Paderborner Erzbischof Johannes Joachim Degenhardt.  
Heilig Geist gilt als ein Kleinod unter den modernen Kirchen im ostwestfälischen Raum: die Kirche, ihre Ausstattung und die ihr architektonisch zugeordneten Baukörper (Gemeinde- und Pfarrhaus) bilden in jeder Hinsicht ein einheitliches Gebäudeensemble und ein herausragendes Zeugnis des Kirchenbaus zur Zeit des Übergangs vom 20. in das 21. Jahrhundert.

## Lage und Gemeindegebiet
Die Kirche liegt auf einem etwa 4200 Quadratmetern großen Grundstück an der Spandauer Allee in Bielefeld-Dornberg. Das Gemeindegebiet umfasst die Bielefelder Ortsteile Großdornberg, Kirchdornberg, Wellensiek, Hoberge-Uerentrup, Babenhausen und Niederdornberg-Deppendorf sowie Teile von Gellershagen und Schröttinghausen. Seit dem 1. Juli 2004 bildet die Pfarrei Heilig Geist mit der Pfarrei Christkönig den Pastoralverbund Im Bielefelder Westen des Dekanats Bielefeld-Lippe im Erzbistum Paderborn. Zum 1. Juli 2014 wurde  aus den ehemaligen Pastoralverbünden „Bielefeld-Mitte“, „Im Bielefelder Westen“ und „Schildesche-Jöllenbeck“ der neue Pastoralverbund „Bielefeld-Mitte-Nord-West“ errichtet.

## Architektur und Ausstattung

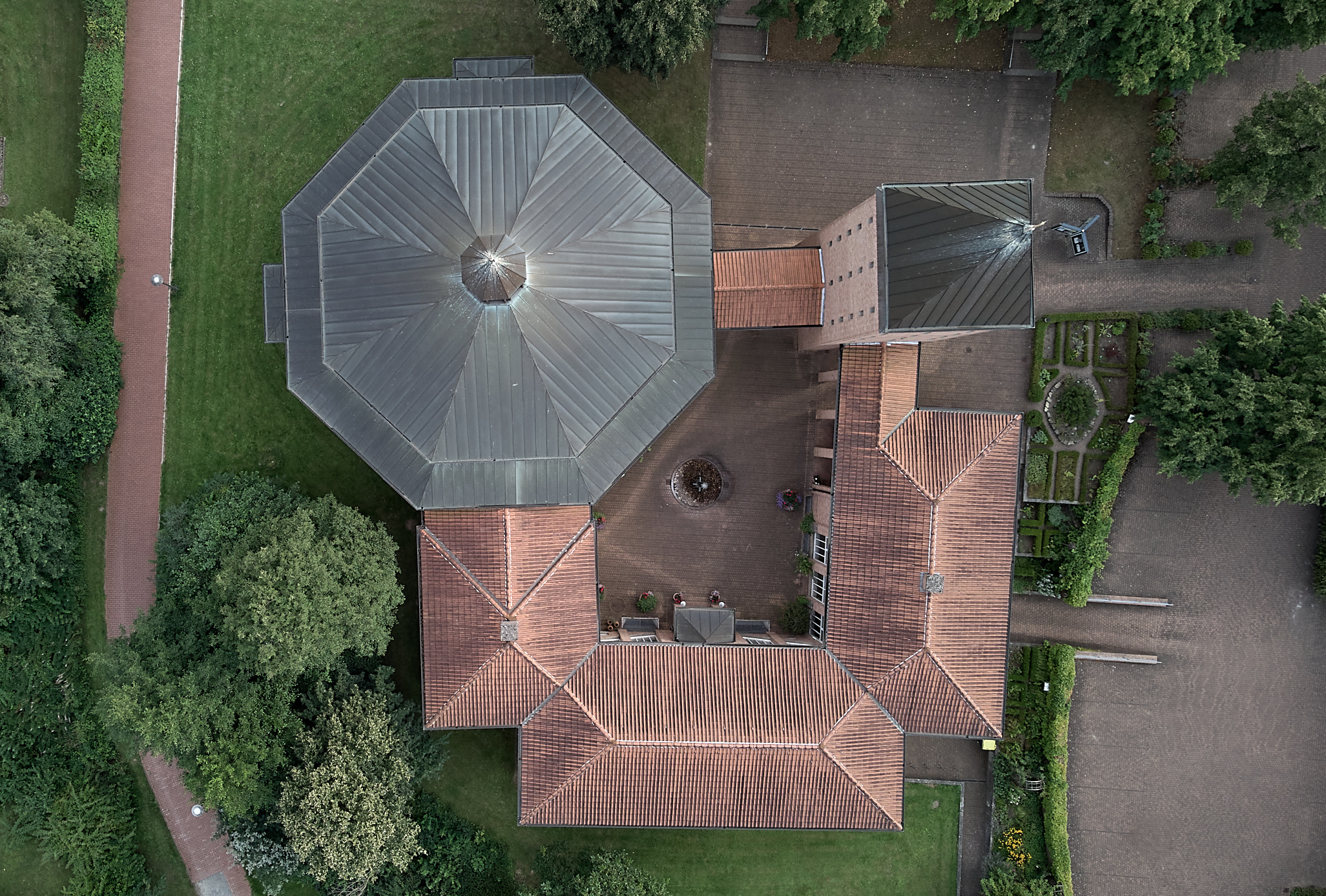

### Grundriss und Außenmaße

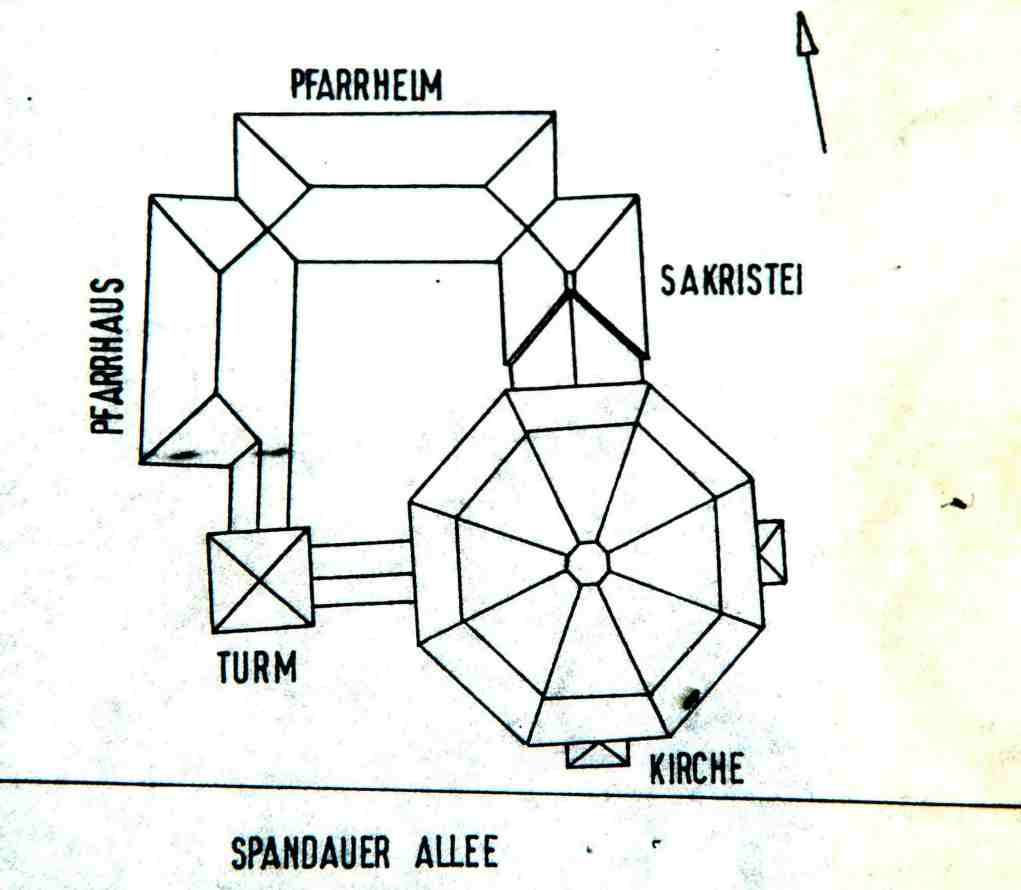
Grundriss des Gemeindezentrums

Wesentliches Element bei der Gestaltung des Äußeren wie des Inneren der Kirche ist der oktogonale (achteckige) Grundriss, eine Form, die häufig schon im frühen Christentum wegen der symbolischen Bedeutung der Zahl Acht für Sakralbauten gewählt wurde. Man sah in dem Harmonie ausstrahlenden Oktogon ein Symbol für göttliche Vollkommenheit.
Das äußere Grundmaß des Oktogons beträgt 21 Meter, die Außenhöhe des Kirchenbaus 22 Meter. Der frei stehende Glockenturm hat eine Grundfläche von 6 mal 6 Metern und eine Höhe von 26 Metern.
Im Inneren der Kirche wird die Oktogonform durch acht aus Beton gegossene und polierte tragende Säulen betont. Besonders geprägt wird der Charakter des Innenraums durch vier zeltförmige Strukturen: Alle vier Symmetrieachsen der Kirche laufen auf abgrenzende Raumgebilde zu, die durch ihre schlanken, vorspringenden Mauern und Dächer an orientalische Großzelte erinnern und als vier hervorgehobene Orte der Gottesbegegnung empfunden werden sollen: Beim Betreten der Kirche fällt der Blick zuerst auf das zentrale „Zelt“, das den Tabernakel birgt. Auf der Südseite ist der Beichtraum als „Zelt“ gestaltet. Das dritte „Zelt“ gegenüber dem Beichtraum umrahmt die Orgel. Das Portal der Kirche führt durch das vierte „Zelt“, das Paradies oder den Narthex.

### Altarinsel
Die Oktogonalform der Kirche ermöglichte es, eine runde Altarinsel als Zentrum zu schaffen. Auf ihr steht der aus Terce blanc, einem weißen französischen Kalksandstein, geschaffene, von einem Edelstahlband umfangene Altar mit der Mensa (Altarplatte) der ehemaligen Gemeindekirche Heilige Familie. Thomas Torkler gestaltete den gesamten Altarraum.

#### Altar
Der Aufbau des Altars vermittelt den Eindruck eines ruhenden Pols. Alle vier Seiten des Steins sind zu einer Spitze verjüngt und wirken leicht hochgezogen. Sie nähern sich so der Gestalt von „Altarhörner“ genannten äußeren Spitzen des jüdischen Altarsteins an, die man als Verfolgter ergreifen musste, um Asylrecht zu erlangen. In der dem Kircheneingang zugewandten Seite des Altars ist ein Schrein mit einer Reliquie der Seligen Pauline von Mallinkrodt eingelassen. 

#### Ambo
Der Ambo (Lesepult) ist hinsichtlich seines Materials, Terce blanc, und seiner Form dem Altar angeglichen; er bildet auf diese Weise eine Art zweiten Altar und mit ihm und dem Tabernakel ein Dreieck. 

#### Altar- und Vortragekreuz
Neben dem Altar steht ein symbolträchtiges Kreuz, von Thomas Torkler 1998 als Altar- und Vortragekreuz gestaltet; es stellt ein Bekenntnis zum Leben dar: Der Kreuzbalken ist als grünendes, lebendiges Holz ausgeführt, als ein mit Blättern versehener Lebensbaum aus Bronze. Doch nicht nur der grünende Stamm zeugt von einem Bekenntnis zum Leben, sondern auch die Jesusfigur, der Kruzifixus. Er ist völlig mit der Gestalt des Kreuzes verwachsen und bildet selbst die Kreuzesform. Die ausgestreckten Hände Jesu am Kreuz erinnern daran, dass Gottes Hand alles geschaffen hat und das Leben in seiner ganzen Vielfalt mitträgt. 
Diesen Gedanken vertiefend hat der Bildhauer an den vier Endpunkten des Kreuzes noch rechteckige Felder angefügt, die symbolträchtige Bilder enthalten: In den Zeichen über dem Kreuzesstamm wird verdeutlicht, dass der unsichtbare Gott viel mehr ist als die Sichtbarkeit Jesu. Ein Dreieck, das älteste abstrakte Zeichen für Dreifaltigkeit, wird umrahmt von Schriftzeichen, jeweils den ersten und letzten Buchstaben des griechischen Alphabets, der hebräischen und der arabischen Sprache sowie des Sanskrit. 
Die Enden des Kreuzquerbalkens sind durch vier angefügte Hände Gottes hervorgehoben: Die ganze Erdkugel liegt in der ersten Hand, aus der die Welt hervorging. Die zweite Hand stellt dar, dass Gott das Universum und jeden einzelnen Menschen schuf. In der dritten Hand stehen vier Zeichen für das Leid: Ein ausbrechender Vulkan zeigt den unter Naturgewalten leidenden Menschen; zwei zusammengehörige, jedoch voneinander getrennte Gestalten bedeuten Trennung in der Ehe, von Freunden, zwischen Eltern und Kindern. Die vierte Hand bedeutet: Auch Taufe und Firmung kommen aus Gottes Hand. Das Feld unterhalb des Kreuzesstammes und ebenso dessen Rückseite stellen den Berg Golgota mit in die bronzene Bergschraffierung eingelassenen Steinen aus Partnerländern und Heimatländern von Gemeindegliedern dar. 
Im baulichen Konzept der Heilig-Geist-Kirche sind, abgesehen von den Bronzereliefs des Kreuzwegs, keine Bilder von Heiligen vorgesehen. Einzig auf den drei noch verbleibenden Feldern der Kreuzrückseite hat der Bildhauer Vorbilder im Glauben bildhaft dargestellt, die von den Mitgliedern der Gemeinde als für sie wichtig ausgewählt wurden (Maria Magdalena mit Salbgefäß, Evangelist Johannes mit Buch und Völkerapostel Paulus mit Stab, Franz von Assisi mit Vögeln, Elisabeth von Thüringen mit Rosenkorb und Maximilian Kolbe mit Drahtgitter, Papst Johannes XXIII., Mahatma Gandhi und Mutter Teresa). Jedes Feld enthält außerdem eine nur schemenhaft angedeutete Figur. Sie steht für ein Glaubensvorbild, das jeder Betrachter individuell für sich erwählt.

### Tabernakel und Ewiges Licht
In dem an der Ostseite der Kirche, gegenüber der Altarinsel errichteten „Zelt“ steht der Tabernakel auf einer ebenfalls aus Terce blanc gearbeiteten Stele, und auf einem Marmorsockel aus Verona-Rot-Marmor brennt links davor das Ewige Licht. Der Tabernakel stammt der aus der ehemaligen Heilig-Geist-Kirche und wurde mit einem künstlerisch neu gestalteten Bronzerelief als Front versehen, das zeigt, wie die beiden Emmaus-Jünger den auferstandenen Jesus Christus am Brotbrechen erkennen (vgl. Lukas 24,13–35).

### Pietà
An der rechts von Tabernakel und Altarinsel errichteten Säule ist auf einer Metallkonsole eine aus Holz geschnitzte Pietà aufgestellt, die aus der früheren Kirche Heilige Familie stammt und vermutlich im frühen 20. Jahrhundert entstand.

### Taufbrunnen
Der links von der Altarinsel aufgestellte Taufbrunnen wurde 1995 von Thomas Torkler geschaffen. Er hat einen quadratischen Grundriss und besteht aus dem im gesamten Altarbereich eingesetzten italienischen Verona-Rot-Marmor. An den Ecken der Taufschale zieren vier in Bronze gegossene biblische Szenen den Brunnen. Im Sockel des Taufsteins ist eine kleine vergitterte Kammer für die Heiligen Öle eingefügt.

### Kreuzweg
Die Kreuzweg-Bronzereliefs des Düsseldorfer Bildhauers Bert Gerresheim in der Heilig-Geist-Kirche stellen ein ergreifendes Zeugnis künstlerisch ausgedrückten Glaubens dar. Den Kreuzweg hatte Gerresheim in den 1980er Jahren zunächst nur in Zeichnungen festgehalten. Erst 2007 setzte  er diese in bronzene Relieftafeln um und aktualisierte zugleich die Darstellungen durch Verschieben von Akzenten auf die Heilig-Geist-Kirche, auf das christliche Leben in Bielefeld und im Erzbistum Paderborn und auf die Weltkirche. An den Stationen des Leidens auf dem Weg Jesu zum Kreuz werden Gestalten aus jüngster Vergangenheit als handelnde oder mit leidende Zeugen des Glaubens dargestellt – Verfolgte der Nazidiktatur wie Rosa Stein, Abbé Franz Stock und Maximilian Kolbe, behelmte Einsatzkräfte in heutiger Montur anstelle römischer Söldner, Menschen in der Nachfolge Jesu wie Mutter Teresa, Mutter Pauline von Mallinckrodt, Friedrich von Bodelschwingh, der Heilige Franziskus und Papst Johannes Paul II. Der zutiefst erschütternde Kreuzweg Jesu erhält durch dieses Verflechten mit zeitgeschichtlichen Ereignissen und bekannten Personen bedrückende Anschaulichkeit und Geschichte überdauernde Gültigkeit. Der von der franziskanischen Bewegung beeinflusste Bildhauer verwendete bei den Kreuzwegdarstellungen immer wieder symbolhaft den griechischen Buchstaben Tau und erinnert dabei an den Heiligen Franziskus, der das Kreuz in der Form eines Tau als Zeichen des Segens verstand.

### Zwölf Apostelkreuze
Zwischen den Kreuzwegstationen sind zwölf Apostelkreuze mit Kerzenleuchtern angebracht. Die Kreuze tragen die Namen der Apostel mit ihren Symbolen.

### Textil-Wandbilder
Zu verschiedenen Zeiten des Kirchenjahres hängen links vom Altar wechselnde Textilbilder von der Decke herab, die von der Künstlerin Magdalena Hofmann-Soare entworfen und gestaltet wurden. Sie wirken wie Fenster in eine andere Welt. Die Titel sind: „Die Kreuzigung“, „Die Auferstehung“, „Pfingsten“ und „Das Neue Jerusalem“.

### Kirchenfenster

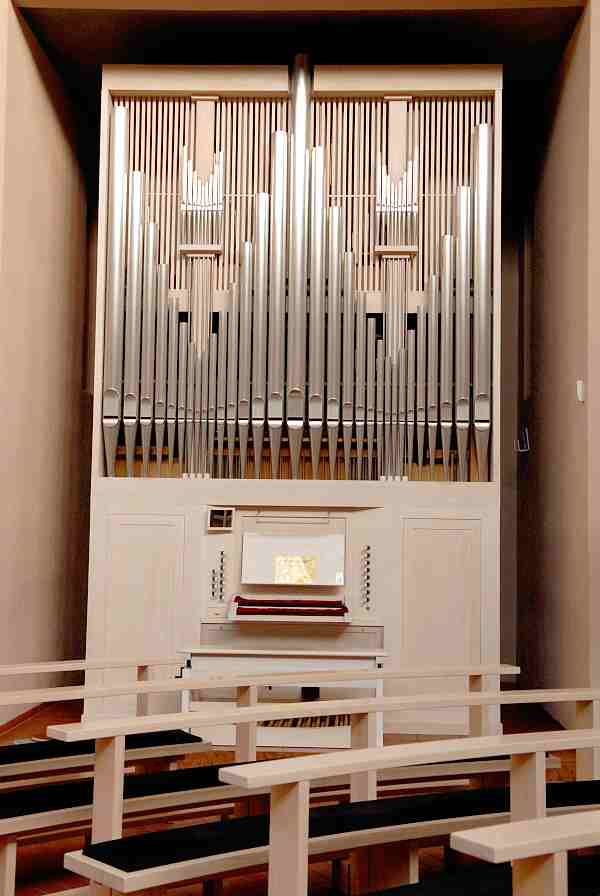
Orgel

Das markanteste Fenster der Kirche ist das Rundfenster im Osten über dem Tabernakel, das gleich beim Betreten des Kirchenraums den Blick auf sich zieht. Entworfen von dem bekannten Glasmaler Wilhelm Buschulte aus Unna, wurde es von der Glasmalerei Peters in Paderborn gefertigt. Es zeigt die Begegnung von Oben und Unten, Himmel und Erde nach Gen 1,2: „Und Gottes Geist schwebte über den Wassern“. In der Fenstergalerie und in der krönenden Laterne nehmen von Dieter Georg Baumewerd entworfene, ebenfalls von der Glasmalerei Peters ausgeführte Buntglasfenster die nach oben strebende Bewegung der Säulen auf. Die Farbgebung bezieht sich zum einen auf das Patrozinium der dem Heiligen Geist geweihten Kirche – die Farbreihe von Rot bis Gelb erinnert an die Flammen des Heiligen Geistes, von denen die Pfingstgeschichte berichtet (Apg 2,1–13) – zum anderen mit der Farbe Grün auf das Leben.

### Orgel
1997 beauftragte man das Orgelbauunternehmen Johannes Klais in Bonn mit dem Bau einer 18-registrigen mechanischen Orgel, die am 26. September 1999 geweiht wurde.
| I Hauptwerk C–g3 |           |       |
| 1.               | Principal | 8′    |
| 2.               | Rohrflöte | 8′    |
| 3.               | Octave    | 4′    |
| 4.               | Waldflöte | 2′    |
| 5.               | Cornet    | 2 ⁄3′ |
| 6.               | Mixtur IV | 2′    |
| 7.               | Trompete  | 8′    |

| II Schwellwerk C–g3 |               |        |
| 8.                  | Gedackt       | 8′     |
| 9.                  | Viol di Gamba | 8′     |
| 10.                 | Blockflöte    | 4′     |
| 11.                 | Nasard        | 2 ⁄3′  |
| 12.                 | Principal     | 2′     |
| 13.                 | Terz          | 1 3⁄5′ |
| 14.                 | Oboe          | 8′     |
|                     | Tremulant     |        |

| Pedal C–f1 |            |     |
| 15.        | Subbass    | 16′ |
| 16.        | Offenbass  | 8′  |
| 17.        | Choralbass | 4′  |
| 18.        | Posaune    | 16′ |

- Koppeln: II/I, I/P, II/P.

### Glocken
Im hölzernen Glockenstuhl des Turmes hängen sechs Glocken, die von der traditionsreichen Glockengießerei Petit & Gebr. Edelbrock in Gescher gegossen wurden. Die Disposition erstellte 1991 Pfarrer und Glockensachverständiger der Erzdiözese Paderborn Dr. Gerhard Best. Dabei wurde eine Abstimmung auf die Geläute der umliegenden evangelischen Gemeinden beabsichtigt. 
Nur zwei Glocken (darunter die Angelusglocke) werden mit Motor betrieben, die übrigen vier durch die Messdiener von Hand geläutet. Heilig Geist ist somit die einzige Pfarrkirche in der Erzdiözese Paderborn, deren volles Geläut noch von Hand zum Klingen gebracht wird.
1. Auferstehungsglocke (Schlagton: fis1 −2/16): „Auferstehung: Halleluja neues Leben“ (Symbol: Auferstandener). Die Glocke läutet an allen Hochfesten des Kirchenjahres und bei allen bedeutenden Ereignissen im Leben der Gemeinde, wie Taufe, Trauung und Tod.
2. Christusglocke (ais1 −4): „Christus ruft: Kommt alle zu mir“ (Himmlisches Jerusalem)
3. Marienglocke (h1 −1): „Maria Königin des Friedens: Bitte für uns“ (Schutzmantelmadonna auf Weltkugel). Die Glocke mahnt morgens, mittags und abends an das Angelusgebet.
4. Tarzisiusglocke (cis2 −2): „Heiliger Tarzisius – Lass dir Christus nicht entreißen“ (Hl. Tarzisius und Christusmonogramm)
5. Heilig-Geist-Glocke (dis2 −2): „Veni Creator Spiritus – Zur Erinnerung an die Heilig-Geist-Kirche Wellensiek 1944–1991“ (Taube)
6. Heilige-Familie-Glocke (fis2 +1): „Heilige Familie – Zur Erinnerung an die Kirche Heilige Familie, Hoberge-Uerentrup 1964–1991“ (Hl. Familie)

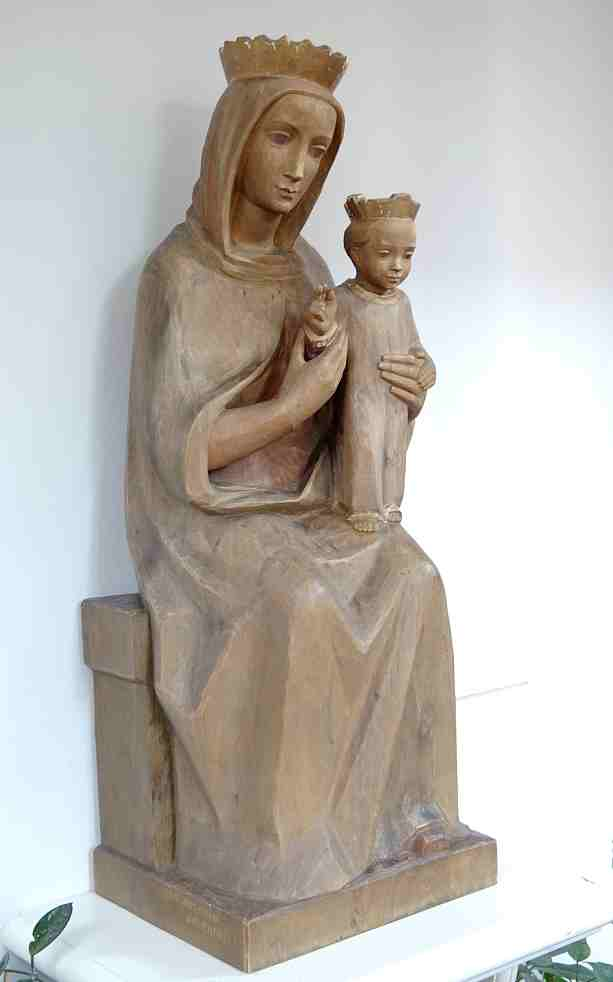
Madonnenstatue

## Innenhof und Mariengarten
In der Mitte des Innenhofes, der durch die miteinander verbundenen Baukörper von Kirche, Pfarrheim und Pfarrhaus gebildet wird, steht ein Brunnen, den die Bielefelder Bildhauerin Eva Limberg gestaltet hat. Er stellt eine Säule mit Flammenkrone dar, die an das Pfingstereignis erinnert. Das Wasser fließt aus vier Köpfen, welche die vier Evangelisten versinnbildlichen.
Vom Innenhof her ist durch die Eingangsglastür des Pfarrheims eine aus einem einzigen Stück Holz geschnitzte Statue aus der ersten Heilig-Geist-Kirche im Wellensiek sichtbar, geschaffen vom Bildhauer Hubert Hartmann aus Rheda-Wiedenbrück. Sie stellt eine sitzende Muttergottes dar, die das mit der Hand segnende Jesuskind auf dem Schoß hält.
Hinter Kirche und Pfarrheim liegt ein Mariengarten mit zahlreichen Pflanzen, deren Namen mit Maria in Verbindung stehen: Madonnen-Lilie, Mariengras, Marienträne (Sonnentau und Bärlauch führen im Volksmund diesen Namen), Muttergottesbettstroh, Marien-Glockenblume, Mariendistel und andere. Auch eine kleine Statue ist dort zu sehen, die die Muttergottes mit einer Rose in der Hand darstellt. Entworfen wurde die Statue von Regina Hohmann aus Bielefeld; die Ausführung erfolgte durch polnische Skulpteure.